# Chiesa di Nostra Signora del Perpetuo Soccorso (Strzyżowice)
La chiesa di Nostra Signora del Perpetuo Soccorso è una chiesa polacco-cattolica, procattedrale della diocesi di Cracovia-Częstochowa.
La chiesa è stata costruita tra il 1963 e il 1965. Le decorazioni interne sono di Tadeusz Opara, un pittore di Rogoźnik. Gli altari laterali portano immagini della Madre del Perpetuo Soccorso e della Passione di Gesù. Nella parte inferiore della chiesa è ora la sala parrocchiale, in cui si tiene la catechesi per i bambini polacco-cattolici di Strzyżowice. La chiesa ha una lunghezza di 26 metri, una larghezza di 14 metri e un'altezza di 15 metri.